# Osgood (Indiana)
Osgood è un comune degli Stati Uniti d'America, situato nello Stato dell'Indiana, nella contea di Ripley.